# Попов 2-й
Попов 2-й — хутор в Суровикинском районе Волгоградской области России.
Входит в состав Лобакинского сельского поселения.

## География

### Улицы
| - пер. Добрый - пер. Речной - пер. Родниковый - пер. Школьный | - ул. Раздольная - ул. Центральная |

## История
При создании в 1935 году Кагановичского района в него входил сельский совет Попов II. На 1 января 1940 года в составе района был Поповский II сельсовет. По решению исполнительного комитета Сталинградского областного совета депутатов трудящихся от 9 июля 1953 года № 24/1600 были объединены следующие сельские Советы: Жирковский и Поповский — в один Жирковский сельсовет с центром в хуторе Попов II. Согласно решению исполнительного комитета Сталинградского областного Совета депутатов трудящихся от 10 июня 1954 года № 14/758 были объединены следующие сельские советы: Жирковский и Поповский — в один Жирковский сельсовет с центром в хуторе Жирки. На основе закона Волгоградской области «Об установлении границ и наделении статусом Суровикинского района и муниципальных образований в его составе» от 28 октября 2004 года в составе Суровикинского района были образованы сельские поселения, в числе которых Лобакинское, в состав которого вошли хутора Киселев, Лобакин, Попов 2-й, с административным центром — хутор Лобакин.

## Население
| 2010 |
| ---- |
| 174  |

Население хутора в 2002 году составляло 140 человек.